# Rotonde de Veliki Preslav
La rotonde de Veliki Preslav est une église symbolique dans l'histoire de la Bulgarie et en général dans l'histoire de l'Europe.
Érigé en l'honneur du règne de Siméon le Grand, il était possible que les restes d'un ancien temple chrétien existaient sur le site. Son architecture est unique et l'église elle-même était un chef-d'œuvre symbolisant le soi-disant âge d’or de la culture bulgare.
L'église symbolise:
1. Le transfert de la capitale bulgare de Pliska à Veliki Preslav, à savoir. le nouveau début chrétien de l'État après le baptême de la Bulgarie;
2. Le christianisme a été déclaré religion d'État de Bulgarie;
3. La vieux bulgare a été introduite pour la liturgie, c'est-à-dire. une langue sacrée qui a pratiquement brisé l'hérésie trilingue à la suite des politiques de Siméon le Grand[2].

Cette église en Bulgarie marque le triomphe de la christianisation, tandis que Rotonde Saint-Georges marque le triomphe du christianisme. Pour cette raison, l'église est appelée "l'or", et le temps de sa construction et de son existence est également appelé l'âge d'or.
L'église a probablement été détruite pendant la guerre russo-byzantine (968-971).